# Bezirk Alt-Sandec
Bezirk Alt-Sandec – dawny powiat (Bezirk) kraju koronnego Królestwo Galicji i Lodomerii, funkcjonujący w latach 1854–1867. Siedzibą starostwa było miasto Alt-Sandec (Stary Sącz).

## Historia
Bezirk Alt-Sandec utworzono w ramach reformy uwłaszczeniowej z okresu Wiosny Ludów (1848–1849), która likwidowała jurysdykcję właściciela ziemskiego nad poddanymi. W Galicji, dominium – jako podstawowa jednostka administracyjna i filar systemu feudalnego straciło rację bytu. Konieczne stało się zatem wprowadzenie nowego systemu administracyjnego, którego zręby powstały w latach 1851–1855. Nowy trójstopniowy podział administracyjny objął 21 cyrkułów (niem. Kreise), 179 małych powiatów (niem. Bezirke) i ponad 6000 gmin (niem. Gemeinde).
Bezirk Alt-Sandec objął obszar o wielkości 6,3 mil², zamieszkany był przez 22.296 ludzi i podzielony na 38 gminy katastralne, w tym dwa miasta (Alt-Sandec i Piwniczna). Wszedł w skład cyrkułu sądeckiego, jako jeden z jego dziesięciu powiatów. Na samym południu powiat graniczył z Zalitawią.
Po nadaniu Galicji autonomii oraz powołaniu samorządu gminnego i powiatowego w 1865 zlikwidowano cyrkuły (Kreise). Dotychczasowe małe powiaty (Bezirke) w liczbie 179, utrzymały się do 1867 roku, kiedy to w następstwie kolejnej reformy administracyjnej (23 stycznia 1867) zostały zastąpione przez 74 większe powiaty. Obszar zniesionego Bezirk Alt-Sandec wszedł wtedy w całości w skład nowego powiatu nowosądeckiego. 11 grudnia 1909 gminę Podmajerz (Neudörfl) włączono do miasta Starego Sącza.

## Podział administracyjny (1854)
| Lp. | Gmina jednostkowa                          | Powierzchnia | Ludność | Powiat w 1867 po zniesieniu |
| --- | ------------------------------------------ | ------------ | ------- | --------------------------- |
| 1   | Alt-Sandec (M) z Cyganowicami i Neudörflem | 2920         | 3372    | nowosądecki                 |
| 2   | Barcice                                    | 1985         | 926     | nowosądecki                 |
| 3   | Biegonice z Laufendorfem                   | 1135         | 462     | nowosądecki                 |
| 4   | Chochorowice z Wyglanowicami               | 545          | 130     | nowosądecki                 |
| 5   | Gaboń z Praczką                            | 2775         | 677     | nowosądecki                 |
| 6   | Gołkowice                                  | 990          | 339     | nowosądecki                 |
| 7   | Gostwica                                   | 1545         | 550     | nowosądecki                 |
| 8   | Juraszowa z Mokrą Wsią                     | 945          | 342     | nowosądecki                 |
| 9   | Kadcza                                     | 1005         | 389     | nowosądecki                 |
| 10  | Łomnica                                    | 4475         | 886     | nowosądecki                 |
| 11  | Młodów                                     | 1305         | 133     | nowosądecki                 |
| 12  | Mostki                                     | 610          | 127     | nowosądecki                 |
| 13  | Moszczenica Niżna i Wyżna                  | 1680         | 638     | nowosądecki                 |
| 14  | Myślec, Popowice i Łazy                    | 1975         | 525     | nowosądecki                 |
| 15  | Naszacowice ze Stanęcinem                  | 725          | 372     | nowosądecki                 |
| 16  | Niszkowa i Szymanowice                     | 480          | 202     | nowosądecki                 |
| 17  | Obłazy                                     | 425          | 137     | nowosądecki                 |
| 18  | Olszanka                                   | 610          | 269     | nowosądecki                 |
| 19  | Podegrodzie                                | 1230         | 694     | nowosądecki                 |
| 20  | Podrzecze                                  | 335          | 280     | nowosądecki                 |
| 21  | Przysietnica                               | 2905         | 700     | nowosądecki                 |
| 22  | Rostoka                                    | 3880         | 172     | nowosądecki                 |
| 23  | Rytro i Połom                              | 1215         | 623     | nowosądecki                 |
| 24  | Skrudzina i Opalana                        | 895          | 364     | nowosądecki                 |
| 25  | Stadło                                     | 325          | 273     | nowosądecki                 |
| 26  | Sucha Struga                               | 1700         | 321     | nowosądecki                 |
| 27  | Świerkla z Długołęką i Langendorfem        | 1025         | 462     | nowosądecki                 |
| 28  | Świniarsko z Małą Wsią i Hutweide          | 980          | 454     | nowosądecki                 |
| 29  | Wola Krogulecka                            | 1235         | 246     | nowosądecki                 |
| 30  | Brzezna i Wola Brzeziańska                 | 1763         | 899     | nowosądecki                 |
| 31  | Brzyna i Łazy                              | 2760         | 766     | nowosądecki                 |
| 32  | Jazowsko i Gruszów                         | 1430         | 497     | nowosądecki                 |
| 33  | Obidza                                     | 4290         | 1192    | nowosądecki                 |
| 34  | Kokuszka                                   | 1505         | 359     | nowosądecki                 |
| 35  | Olszana i Wola Królewska                   | 1360         | 543     | nowosądecki                 |
| 36  | Piwniczna (M)                              | 6900         | 2311    | nowosądecki                 |
| 37  | Rogi                                       | 430          | 272     | nowosądecki                 |
| 38  | Czarny Potok                               | 950          | 412     | nowosądecki                 |

Objaśnienie:
(M) = miasto; (m) = miasteczko